# يوتو ساتو
يوتو ساتو (باليابانية: 佐藤 勇人) مواليد 12 مارس 1982 في كاسوكابي، اليابان، هو لاعب كرة قدم ياباني يلعب مع جيف يونايتد إيتشيهارا تشيبا كلاعب وسط.

## مرحلة الشباب

### أندية لعب لها
- جيف يونايتد إيتشيهارا تشيبا

## المسيرة الاحترافية

### أندية لعب لها
- نادي كيوتو سانغا
- جيف يونايتد إيتشيهارا تشيبا

## روابط خارجية
- يوتو ساتو على موقع رابطة كرة القدم اليابانية للمحترفين (اليابانية)
- يوتو ساتو على موقع قاعدة بيانات كرة القدم.إي يو (الإنجليزية)
- يوتو ساتو على موقع ناشيونال فوتبول تيمز (الإنجليزية)
- يوتو ساتو على موقع Soccerway.com (الإنجليزية)
- يوتو ساتو على موقع عالم كرة القدم.نت (الإنجليزية)